# 萨米尔
萨米尔是葡萄牙布拉干萨区的一个堂区。总面积9.33平方公里，总人口1077人，人口密度115.4人/平方公里。